# River, el más grande siempre
River, el más grande siempre es una película documental de Argentina filmada en colores dirigida por Marcelo Altmark, Luis Alberto Scalella y Mariano Mucci que se estrenó el 2 de mayo de 2019. Además del material de archivo, el filme tiene el testimonio de destacados futbolistas del Club Atlético River Plate. La historia relatada tuvo un presupuesto de 10 millones de pesos.

## Producción
La película empezó a rodarse en 2017 y se esperaba estrenarla ese mismo año pero se postergó debido a la inesperada derrota de River en las semifinales de la Copa Libertadores 2017, Tampoco se exhibió en 2018 a la espera del partido final con Boca Juniors por la edición de la Copa Libertadores 2018  y, finalmente, se estrenó en 2019 con el incentivo del triunfo  que obtuvieran en la final jugada en Madrid.

## Sinopsis
Documental que recorre la historia futbolística del Club River Plate hasta el histórico triunfo en la final superclásica de la Copa Libertadores de 2018.

## Reparto
Intervienen en el filme como entrevistados:
- Amadeo Carrizo
- Daniel Onega
- Ariel Ortega
- Pablo Aimar
- Ramón Díaz
- Beto Alonso
- Enzo Francescoli
- Marcelo Gallardo
- Fernando Cavenaghi
- Rodrigo Mora
- Rodolfo D'Onofrio

## Preestreno en el Estadio Monumental
El 29 de abril de 2019 se realizó el preestreno en el Estadio Monumental con la asistencia de unos 4000 espectadores que pagaron entradas desde ochocientos hasta quince mil pesos y la presencia de futbolistas actuales y exfutbolistas destacados del club. Uno de los discursos pronunciados fue de Marcelo Gallardo que pidió a los seguidores que disfruten de "este presente que debe enorgullecer a todos".